# 葉赤線
葉赤線（ようせきせん）は遼寧省建平県葉柏寿鎮と内モンゴル自治区赤峰市を結ぶ中国国鉄の鉄道路線である。

## 概要
葉柏寿駅から寧城県、元宝山区を経由して赤峰駅へ至る全長146.9kmの路線であり、そのうち内モンゴル自治区内は104.9kmである。
全線が瀋陽鉄路局管轄であり、全線非電化の単線である。複線化計画がある。紅廟子 - 赤峰間が京通線との共用区間である。南満洲鉄道国線時代は葉峰線（ようほうせん）と称した。

## 歴史
- 1933年11月5日：測量を開始した[1]。
- 1934年3月28日：路盤工事に着手した[1]。
- 1935年7月25日：竣工した[1]。
- 1935年9月1日：仮営業を開始した[5][1]。
- 1935年12月1日：本営業を開始した[1]。
- 1936年6月16日：錦承線と共に承徳で開通式を挙行[6]

## 駅一覧
葉柏寿 - 石脳 - 沙海 - 南窪 - 天義 - 二龍 - 汐子 - 乃林 - 平荘南 - 平荘 - 熱水 - 元宝山 - 馬林 - 紅廟子 - 赤峰東 - 赤峰

## 接続路線
- 葉柏寿駅：錦承線
- 赤峰駅：京通線、赤大白線